# Djihad Bizimana
Djihad Bizimana (Gisenyi, 12 december 1996) is een Rwandees voetballer die doorgaans als defensieve middenvelder speelt. Hij tekende in 2021 bij KMSK Deinze.

## Clubcarrière
In april 2018 ondertekende Bizimana een contract voor drie seizoenen met optie op een extra jaar bij Waasland-Beveren. Op 28 juli 2018 debuteerde hij in Jupiler Pro League de tegen Zulte Waregem. Na drie seizoenen werd de optie in zijn contract niet gelicht en stapte hij transfervrij over naar KMSK Deinze.

## Interlandcarrière
In mei 2015 debuteerde Bizimana voor Rwanda in een oefeninterland tegen Zambia. Op 10 september 2019 scoorde hij zijn eerste interlanddoelpunt tijdens de 7-0-zege tegen de Seychellen in het kader voor de kwalificatie voor het WK 2022.